# George Young (atleta)
George L. Young (Roswell, 24 luglio 1937 – Casa Grande, 8 novembre 2022) è stato un mezzofondista, siepista e maratoneta statunitense, vincitore della medaglia di bronzo nei 3000 metri siepi ai Giochi olimpici di Città del Messico 1968.
In carriera ha ha realizzato diversi record statunitensi in gare che vanno dalle 2 miglia ai 5000 metri piani. Ha detenuto il record mondiale nelle 3 miglia outdoor e nelle 2 e 3 miglia indoor. Nella sua carriera ha partecipato a quattro edizioni dei Giochi olimpici, diventando il primo atleta statunitense a realizzare questo risultato.

## Biografia
Nato a Roswell, nel Nuovo Messico, ha frequentato l'Università dell'Arizona dove ha cominciato a praticare l'atletica leggera. Ha iniziato a correre i 3000 metri siepi nell'ultimo anno e si è piazzato secondo in questa gara nel campionato nazionale dilettanti (AAU). Si è laureato all'Università nel 1959.
Poco dopo la laurea, Young si è qualificato per i Giochi olimpici di Roma 1960. Durante le batterie delle siepi, è inciampato in un ostacolo e quindi non si è qualificato per la finale. L'anno successivo ha realizzato il record statunitense dei 3000 m siepi correndo in 8'31"0.
George Young migliorò il suo risultato olimpico ai Giochi olimpici di Tokyo 1964, terminando al quinto posto nei 3000 metri siepi in 8'38"2.
Nella prima metà del 1968, Young abbassò il suo record statunitense nei 3000 m siepi con il tempo di 8'30"6 e stabilì il record statunitense delle due miglia con il tempo di 8'22"0. Ai Giochi olimpici del 1968, tenutisi a Città del Messico, ha gareggiato nella maratona, piazzandosi al 16º posto, e nei 3000 metri siepi, piazzandosi terzo e conquistando la medaglia di bronzo. In quella gara, era in testa a circa 200 metri dal traguardo ma fu superato da due atleti del Kenya, anche a causa della loro maggiore attitudine con la quota di oltre 2 000 metri di Città del Messico. L'anno seguente Young ha stabilito due record mondiali indoor nelle due e tre miglia con i tempi di 8'27"2 e 13'09"8, rispettivamente.
Ai trials statunitensi di quell'anno riuscì a qualificarsi per i Giochi olimpici di Monaco di Baviera 1972 nei 5000 metri piani, la sua terza gara diversa in quattro edizioni dei Giochi, ma nella gara olimpica non riuscì a superare le batterie.
Dopo la sua carriera da atleta, ha allenato in diverse discipline dell'atletica leggera al Central Arizona College di Coolidge ed è diventato anche un insegnante.

## Campionati nazionali
1968
- Oro ai campionati statunitensi (Alamosa), maratona - 2h30'48"

## Altre competizioni internazionali
1957
- Oro all'Aztec Invitational ( San Diego) - 15'32"